# عائلتان (مسلسل)
عائلتان (باللغة التركية: İki Aile) هو مسلسل درامي اجتماعي تركي مدبلج إلى اللغة العربية باللهجة السورية عرض على قناة إم بي سي 4. وعلى قناة الأولى المغربية تدور احداث المسلسل حول وائل، الاب العائد من غربته مع بناته الثلاث إلى منزل الطفولة. وعائدة، الام المطلقة التي تبحث عن بيت صغير يأوي ولديها لكن العائلتان تقعان ضحية نصب واحتيال بشراء نفس البيت.فتجبر العائلتان تقاسم نفس البيت فتقع مشاكل وصراعات التي تكون مضحكة تارة ومبكية تارة أخرى.

## البطولة
المسلسل من بطول كلٍ من:
إمره كيناي
iclal Aydın
oner Erkan
Halit Akçatepe
Tekin Akmansoy
Bahar Yanılmaz
Hakan Vanlı
Asu Maralman
Ece çesmioglu
Zeynep ozkaya
Dogaç Yıldız
Akçahan Akça
senay Kosem
Muge Oruçkaptan
mustapha korachi
alexandra kubresli

## البث
- الجدول التالي يبين القنوات التي عرض فيها المسلسل.

| اللغة                                  | القناة الباثة | التاريخ |
| -------------------------------------- | ------------- | ------- |
| تركيا التركية                          | كانال دي      |         |
| سوريا العربية (باللهجة السورية)(مدبلج) | إل بي سي      |         |

## طاقم العمل والشخصيات
| الشخصية العربية | الممثل | مؤدي الصوت العربي | معلومات عن الشخصية |
| --------------- | ------ | ----------------- | ------------------ |
| '               |        |                   |                    |
| '               |        |                   |                    |

## دبلجة المسلسل
تم دبلجة المسلسل من اللغة التركية إلى اللهجة العربية السورية بواسطة شركة سامة للإنتاج والتوزيع الفني السورية، وقد أدى الدبلجة مجموعة من الممثلين السوريين.

### دبلجة أسماء الشخصيات
تم تغيير أسماء الشخصيات باللغة التركية إلى أسماء باللغة العربية، وقد تم هذا التغيير لأن الأسماء التركية غريبة وصعبة النطق نوعاً ما عن العربية، وقد تم اعتماد أسماء عربية قريبة النطق من الأسماء التركية
وهذا جدول يوضح الأسماء في كلا النسختين:
| اسم الشخصية بالعربية | اسم الشخصية بالتركية | اللفظ بالعربية | معنى الاسم |
| -------------------- | -------------------- | -------------- | ---------- |
| '                    |                      |                |            |
| '                    |                      |                |            |

### دبلجة أسماء الأماكن
لم يتم تغيير كبير في أسماء الدول والمدن والأماكن كثيراً في المسلسل.

## ملخص المسلسل
قصــة المسلسل:
تدور قصّة المسلسل حول «وائل» الأب العائد من غربته مع بناته الثلاث إلى منزل الطفولة
آملاً باسترجاعه، و«عائدة» الأم المطلّقة التي تبحث عن بيت صغير يأوي ولديها
لكن العائلتان تقعان ضحية نصب واحتيال بشراء البيت نفسه.
بين الأم الحنونة وعائلتها، والأب المزاجي وعائلته،
تتقاسم العائلتان البيت ومشاكله، لتبدأ الصراعات،
والمناكفات المضحكة تارة، والمبكية تارة أخرى.
مسلسل اجتماعي كوميدي

## ردود الفعل على المسلسل
المسلسل كان من انجح المسلسلات التركية التي عرفتها قناة lbc البنانية الفضائية
و لكن تغيير الوقت أدى إلى قلة نسبة المشاهدة
و لكنة بالأخير يظل مسلسلا حافلآ بالمشاهد والتشويق